# 藤榕
藤榕（学名：Ficus hederacea）为桑科榕属的植物。分布于锡金、缅甸、不丹、老挝、印度北部、泰国、尼泊尔以及中国大陆的贵州、海南、云南、广西等地，生长于海拔600米至1,500米的地区，目前已由人工引种栽培。